# Железнодорожный мост Дружбы
Железнодорожный мост Дружбы — железнодорожный мост через Гвардейский пролив в Выборге, сооружённый в 1966 году в ходе реконструкции Сайменского канала. Железобетонный мост на линии Рийхимяки — Санкт-Петербург, соединяющий остров Твердыш с материковой частью, назван в память о советско-финляндской дружбе.

## История
В рамках политики добрососедства, проводившейся правительством Финляндии, 27 сентября 1962 года был заключён долгосрочный договор о передаче ей в аренду советской части Сайменского канала. Договор стал уникальным в мировой истории: великая держава предоставляла право использовать свою территорию небольшой соседней стране. В соответствии с договором Финляндией в течение 1963-1968 годов была проведена коренная реконструкция канала, а Советский Союз построил железнодорожный мост, шоссейный мост грузоподъёмностью в 60-65 тонн, насыпи к этим мостам и шоссейную дорогу.

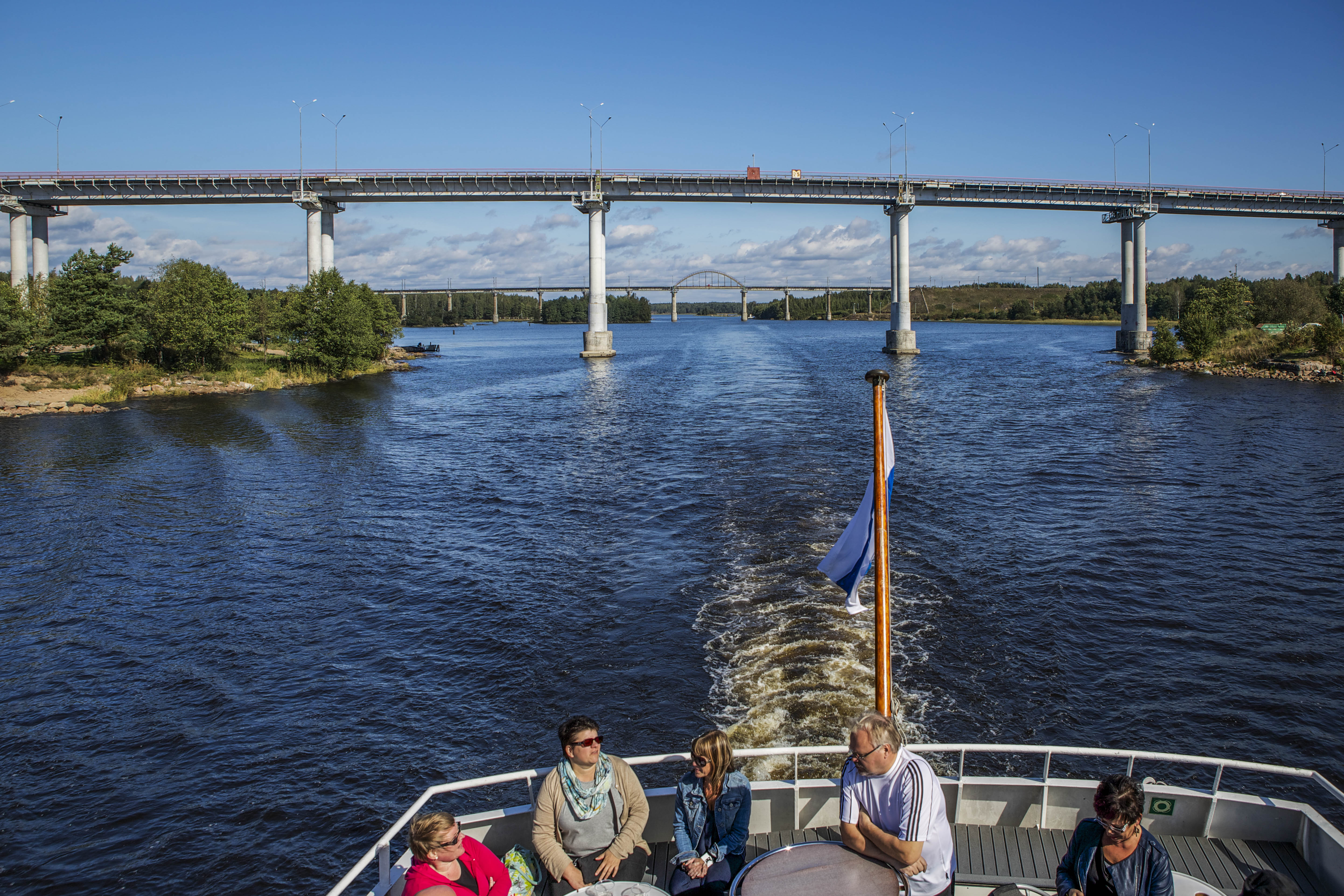
Мосты Дружбы: на переднем плане автомобильный, на заднем железнодорожный

Согласно плану реконструкции канала изменилось место прохождения фарватера. Выходящий в Выборгский залив подходный фарватер Сайменского канала протяжённостью 14 километров вместо Крепостного пролива стал пересекать городскую территорию Выборга по северной стороне бухты Защитной и по Гвардейскому проливу (прежние названия — Кивисиллансалми, Западный), в связи с чем и потребовалось возведение сооружений высокого инженерного класса, обеспечивающих пропуск через пролив железнодорожного и автомобильного транспорта. Оно началось в апреле 1965 года и завершилось в ноябре 1966 года. В строительстве участвовали специалисты мостопоезда № 428, строительного управления № 880 и других советских строительных организаций. До реконструкции канала Гвардейский пролив был мелководным и несудоходным.
Длина железнодорожного моста из предварительно напряжённого железобетона — 500 метров. Мост, имеющий 12 пролётов, построен неразводным: высота составляет около 25 метров, что позволяет судам свободно проходить в фарватере под самым длинным пролётом, имеющим ферму с ездой поверху. Прежний железнодорожный мост располагался юго-западнее, ближе к автомобильному.
Первый поезд прошёл по железнодорожному мосту в сентябре 1966 года, а в ноябре 1966 года состоялся праздничный советско-финляндский митинг, посвящённый официальному открытию мостов Дружбы. Честь торжественного открытия мостов, символизирующих миролюбивые, добрососедские и деловые отношения стран-соседей, была предоставлена министру путей сообщения и общественных работ Финляндии Лео Суонпяя.  
В речи на праздничном открытии возрождённого Сайменского канала 5 августа 1968 года президент Финляндии Урхо Кекконен отметил, что в условиях мирного сосуществования развитие дружественных отношений между народами соседних стран «здесь, на Сайменском канале, закреплено в бетоне и высечено в граните... Реконструированный Сайменский канал стал прочным монументом, олицетворяющим одновременно труд и дружбу». 
Помимо мостов, советско-финской дружбе в Выборге посвящены также монумент Дружбы и гостиница «Дружба» с ведущей к ней аллеей Дружбы в парке на набережной 40-летия ВЛКСМ.
Исследователь А. С. Мысько относит мосты Дружбы к самым красивым и величественным мостам в северо-западном регионе, поражающим лёгкостью и изяществом форм грандиозных сооружений.